# Vodnó

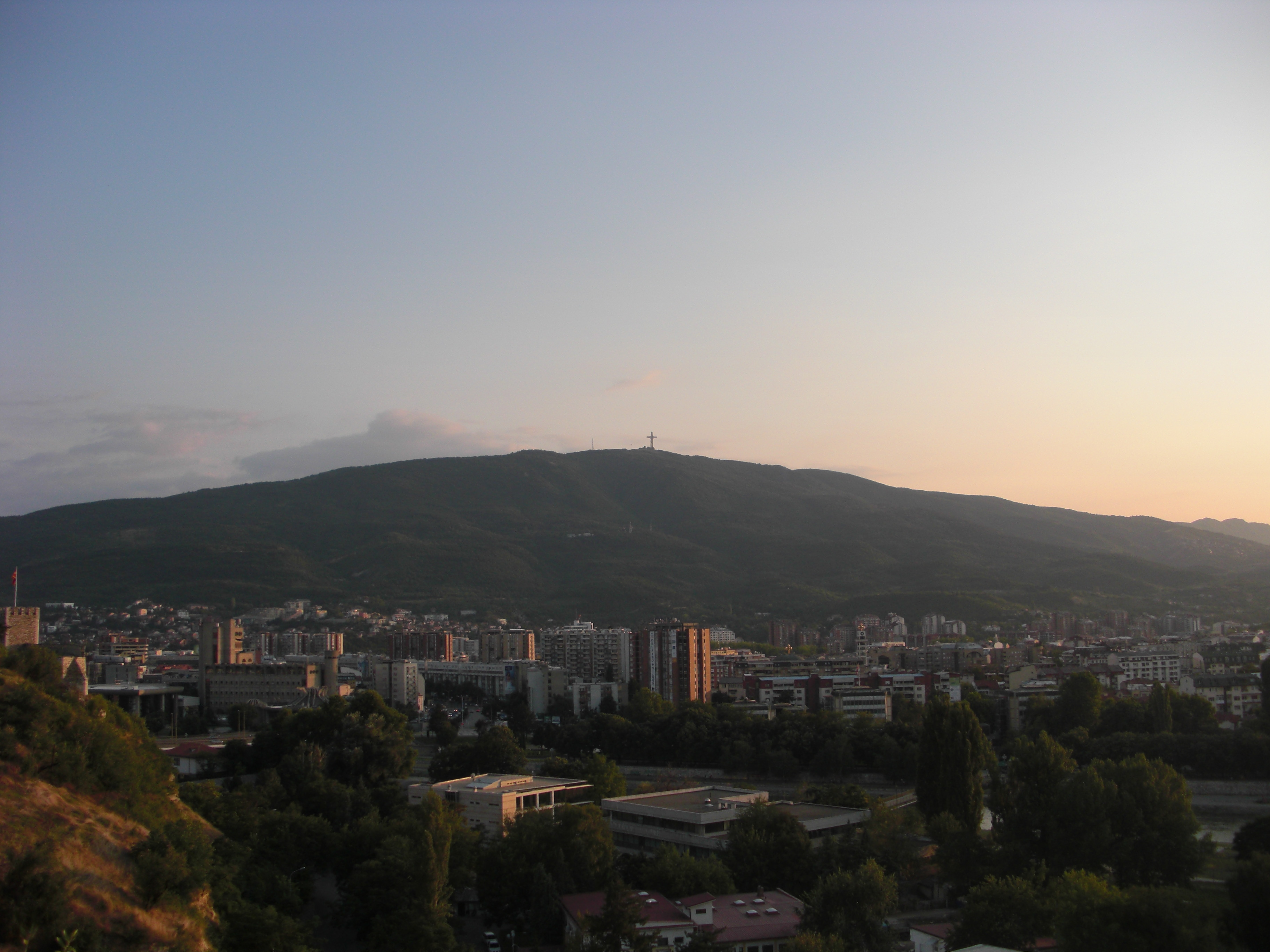
Vodnó

A Vodnó (macedónul: Водно) Észak-Macedóniában található hegy, amely a macedón fővárostól, Szkopjétól délnyugati irányban helyezkedik el. Legmagasabb pontja a Krstovar-csúcs, mely 1066 méterrel magasodik a tengerszint fölé. 2000-ben épült meg a csúcson a Millenniumi kereszt, amely a világ egyik legnagyobb keresztény keresztje.

## Klíma
A hegyen tipikusan hegyvidéki időjárás uralkodik. Az év különböző szakaszaiban az idő sokat változik, és ebből kifolyóan az átlagos hőmérséklet 23 °С. A valaha mért legalacsonyabb hőmérséklet −15 °С, melyet 2005 januárjában, míg az eddigi csúcs 43 °С volt, melyet pedig 2005 júliusában mértek.

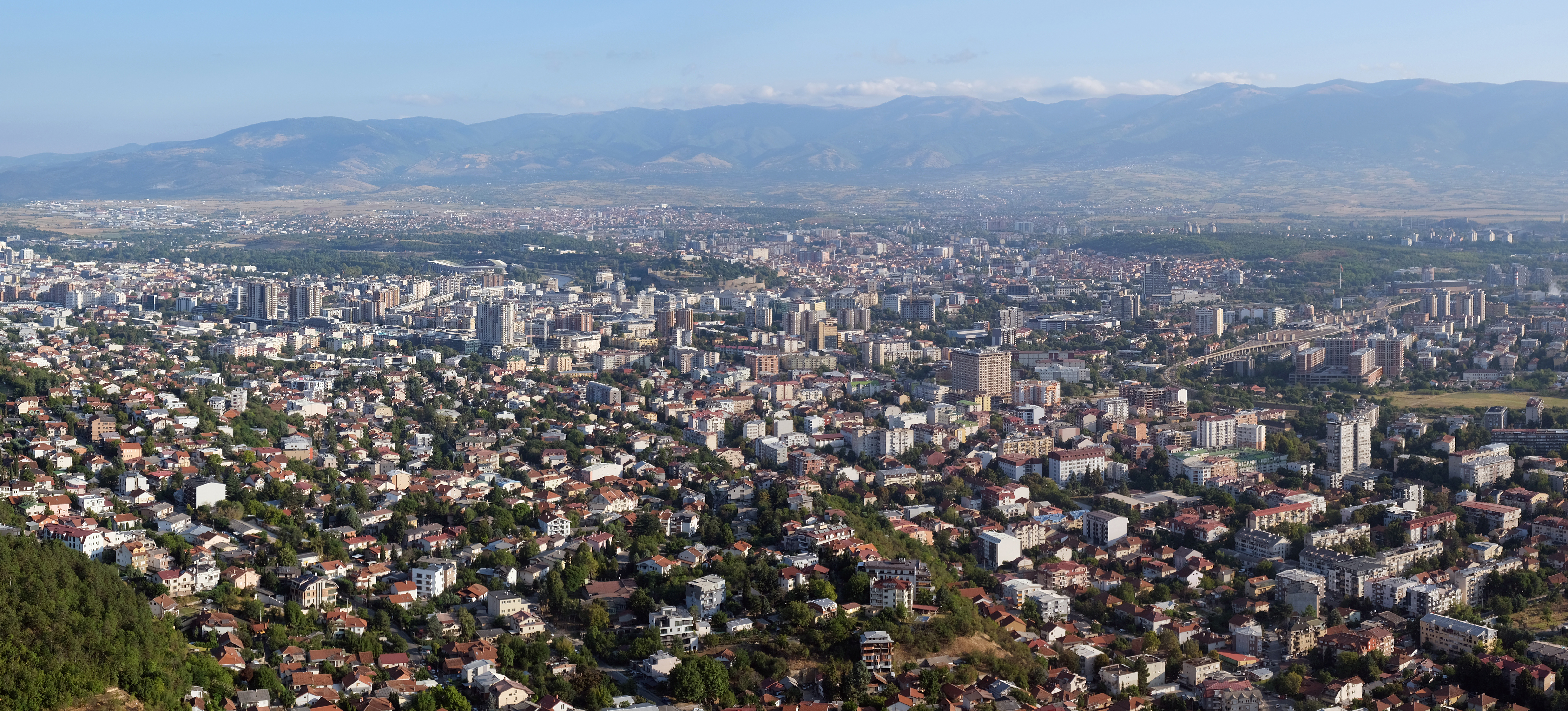
Szkopje látképe a Vodnó csúcsáról

## Turizmus
A Vodnó-hegyi turizmust az alábbiakban tudjuk megkülönböztetni:
- Szabadidős turizmus
- Kulturális turizmus
- Modern turizmus

### Szabadidős turizmus
A hegyen található „Prskalo” vízesés egyike Vodnó legszebb látnivalóinak. Dolno Sonje falva a hegyvidék legszebb vidékei közé tartozik.

### Kulturális turizmus
A Vodnón számos templom, kolostor és emlékmű található.

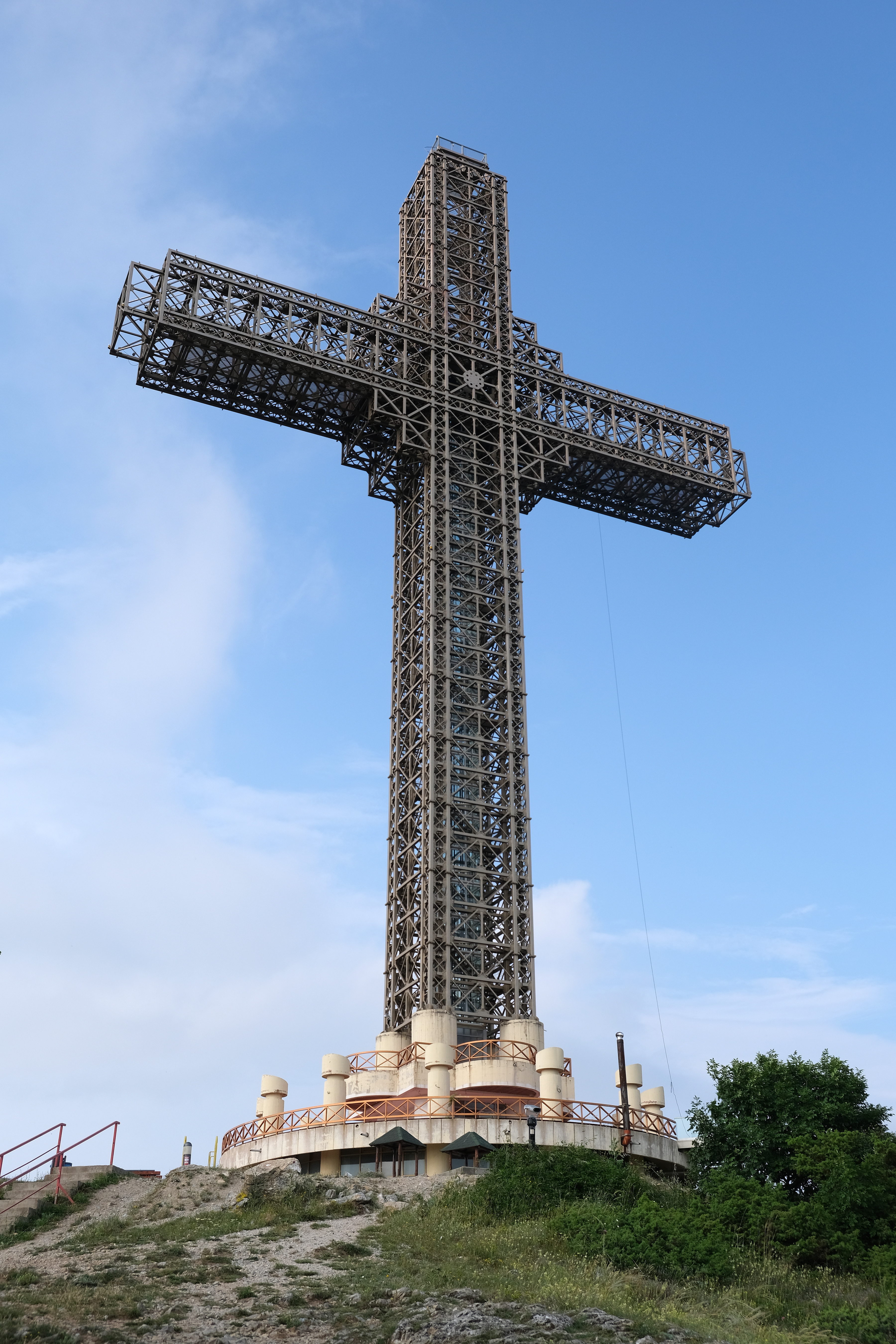
A Millenniumi kereszt a Vodnó csúcsán

#### Templomok és kolostorok

##### Templomok
- Saint Spas – Down Sonje
- Saint Spas – Sopishte
- Saint Mina – Sopishte
- Saint Nicolas – Gorno Sonje
- Saint Panteleimon – Dolno Nerezi

##### Kolostorok
- Saint Panteleimon – Nerezi
- Saint Triphun – 5 km-re a Vodnótól

A régebbi templomok és kolostorok a legimpozánsabbak a turisták számára, mert ezek megtartották eredetiségüket anélkül, hogy felújították volna őket.

#### Emlékművek
- Millenniumi kereszt
- Háborús bunkerek az 1940-es évekből
- 1944-ben lerombolt épületek
- Hátrahagyott háborús objektumok 1950

Az emlékművek a leglátogatottabbak a Vodnón, ezektől elkülöníthetjük a Millenniumi keresztet, mely egyike a legnagyobb attrakcióknak nemcsak Észak-Macedóniában, hanem egész Európában. A kereszt 2000-ben épült Jézus Krisztus születésének 2000 éves emlékére, míg mások szerint a muzulmán albán kisebbség feletti dominanciát jelképezi.

#### Felvonó
2011-től kezdődően drótkötélpályás felvonó működik a hegyen, amely lehetővé teszi a könnyű feljutást a Millenniumi kereszthez. Az egy év alatt felépített létesítményt az osztrák Doppelmayr cég készítette el 6,7 millió euróért. A kötélpálya 28 darab 8 személyes gondolát és két négyszemélyes VIP gondolát tartalmaz. A felvonó Közép-Vodnótól indul és a Millenniumi keresztnél ér véget. Az útvonal 1750 m hosszú, az út 6-8 percig tart, és mintegy 500 méteres szintkülönbséget hidal át. A felvonó hétfőnként és a hónap utolsó keddjén nem közlekedik.

## Fordítás
- Ez a szócikk részben vagy egészben  a   Vodno című angol Wikipédia-szócikk fordításán alapul.  Az eredeti cikk szerkesztőit annak laptörténete sorolja fel. Ez a jelzés csupán a megfogalmazás eredetét és a szerzői jogokat jelzi, nem szolgál a cikkben szereplő információk forrásmegjelöléseként.